# Balsamorhiza sagittata
Balsamorhiza sagittata és una espècie de planta de flor que pertany a la tribu dels gira-sols de la família de les asteràcies (Asteraceae) conegut pel nom comú en anglès com arrowleaf balsamroot. Sota el nom okanagan sunflower és l'emblema de flor oficial de la ciutat de Kelowna, Colúmbia Britànica (Canadà). És nativa de gran part de l'oest d'Amèrica del Nord des de la Colúmbia Britànica (Canadà) a Califòrnia (EUA) fins a Dakota del Nord i Dakota del Sud (EUA), on creix en molts tipus d'hàbitat des de boscos de pastures de muntanya fins al matollar desèrtic. És tolerant a la sequera. Molts grups nadius americans, incloent-hi els nez percé, kutenai, xeiene i bitterroot salish, utilitzaven la planta com un aliment i medecina.

## Morfologia
És una herba perenne d'arrel mestra que desenvolupa una tija pilosa, glandular de 20 a 60 centímetres d'alçada. La ramificació, arrel forta que pot estendre's més de dos metres de profunditat a terra. Les fulles basals són generalment de forma triangular i són grans, acostant-se als 50 centímetres de longitud màxima. Les fulles de més amunt de la tija són lineals a estretament de forma ovalada i més petita. Les fulles tenen les vores indentades i estan recobertes de fins pèls aspres, sobretot a la part inferior.
La inflorescència té un o més caps florals. Cada cap té un centre de floretes grogues de discos tubulars llargues i una franja de color groc brillant lígules, cada un fins a 4 centímetres de llarg. El fruit aqueni sense pèl aproximadament de 8 mil·límetres de llarg. Els animals de pastura troben la planta de bon gust, especialment les flors i el desenvolupament dels caps de llavors.